# Río Florido (Chihuahua)

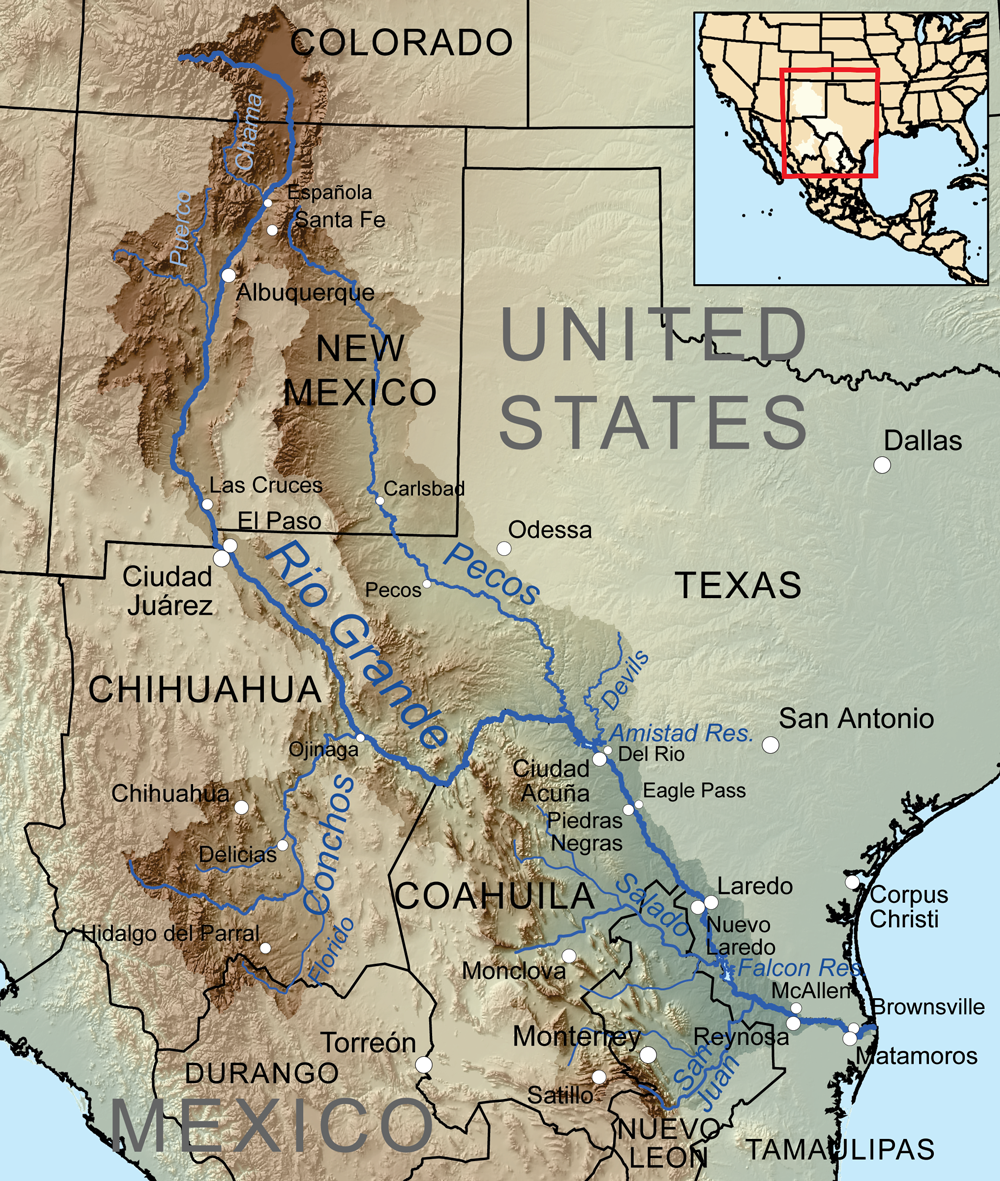
Localización del Río Florido

Río Florido es un tributario del río Conchos, tributario a su vez del río Grande. A sus orillas se encuentra una pequeña localidad cuya población es de 5 habitantes, se encuentra a 1,330 metros sobre el nivel del mar.
Nace en el Municipio de Ocampo, Durango, concretamente en el poblado La Estancia, pasa por Estación Rosario y después por el pueblo Villa Ocampo, de ahí se dirige a Las Nieves separando dicho poblado del de Canutillo y sus fértiles tierras de riego, poco después converge con el Río de Canutillo y juntos se dirigen a San Antonio, abandona el Estado de Durango en la Vereda Alta de Bernardo Gómez de la Colonia Canutillo, para dirigirse a la Presa Pico del Águila, en el Municipio de Coronado, Chihuahua.
- Datos: Q5475732
- Multimedia: Florido River / Q5475732